# Historia Goszkowa
Historia wsi Goszków
- VIII-poł. X w. – na obszarze w widłach Odry i dolnej Warty krzyżują się prądy osadnicze z Wielkopolski, Pomorza i ziemi lubuskiej (Dolnych Łużyc). Brak wśród historyków zgody co do przynależności plemiennej tego terytorium, zatem za częścią badaczy przyjmuje się, iż wpływ plemienia Lubuszan sięgał na północy do Myśliborza, po czym w kierunku Pomorza znajdowały się tereny zamieszkane przez plemię Pyrzyczan. Mieszkańcy zajmowali się głównie gospodarką rolniczo-hodowlaną.
- 960–972 – książę Mieszko I opanowuje tereny nadodrzańskie, obejmujące obręb późniejszej kasztelani cedyńskiej, ziemię kiniecką i kostrzyńską[1]
- 1005 (lub 1007) – Polska traci zwierzchność nad Pomorzem[2], w tym również nad terytorium w widłach Odry i dolnej Warty.
- 1112-1116 – w wyniku wyprawy Bolesława Krzywoustego, Pomorze Zachodnie uznaje zwierzchność lenną Polski

| Imię i nazwisko                                 | Lata                    |
| ----------------------------------------------- | ----------------------- |
| Dobrogost Nałęcz z Szamotuł Henning de Liebenow | przed 1333-po 1338 1333 |
| Noppin (von Oppen)                              | 1337                    |
| Betkin von der Ost                              | 1338-1353               |
| Nicolaus i Johann von Nymik                     | 1353                    |
| Henning von Plötz                               | 1353-1354               |
| Günter von Wedel                                | 1354-1369               |
| von Mörner                                      | 1369-?                  |
| von Wesenberg                                   | 1369-po 1373            |
| von Sydow od 1508 ⅔ wsi                         | 1472–1756               |
| von Ellingen                                    | 1503                    |
| miasto Trzcińsko, ⅓ wsi                         | od 1508-XIX w.          |
| Asmus von Schönebeck dochód z 4 łanów           | 1517-?                  |
| von Wobeser, ⅔ wsi                              | 1756-1791               |
| von Levetzow początkowo ⅔ wsi                   | 1791-1945               |

- Pocz. XIII w. – obszar na północ od linii Noteci-dolnej Warty i zachód od Gwdy w dorzeczu Myśli, Drawy, środkowej Iny, stanowi część składową księstwa pomorskiego; w niewyjaśnionych okolicznościach zostaje przejęty przez księcia wielkopolskiego Władysława Laskonogiego, a następnie jego bratanka, Władysława Odonica[3]
- 1250 – margrabiowie brandenburscy z dynastii Askańczyków rozpoczynają ekspansję na wschód od Odry; z zajmowanych kolejno obszarów powstaje z czasem Nowa Marchia
- 2 poł. XIII w. – we wsi zbudowano kościół salowy, bez chóru i wieży zachodniej
- 1320-1323 – po wygaśnięciu dynastii askańskiej, Nowa Marchia przejściowo przechodzi we władanie książąt pomorskich
- 1323 – władzę w Nowej Marchii obejmują Wittelsbachowie
- 1.10.1333 – pierwsza wzmianka pod nazwą Goscow (Gostow); margrabia Ludwik Starszy nadaje w lenno Henningowi de Liebenow i jego spadkobiercom 41 łanów należących do Dobergosta (von Santzkow; Dobrogost Nałęcz z Szamotuł) z zastrzeżeniem, iż ten ma prawa wykupu za 200 marek brandenburskich w srebrze oraz prawo patronatu nad kościołem; Henning de Liebenow pewnie wkrótce utracił lenno, nie jest bowiem więcej tutaj wspominany[4][5]
- 1337 – wzmianka w księdze ziemskiej margrabiego brandenburskiego Ludwika Starszego pod nazwą Gossow (w ziemi mieszkowickiej): Gossow LXIIII, dos IIII, Noppin habet ibidem seruicium, pactus I talentum[6] – wieś liczy 64 łany, wolne od ciężarów podatkowych są 4 łany parafialne (dos), lennikiem zobowiązanym do służby konnej jest Noppin (von Oppen), pakt (pactus) płacony rycerstwu przez chłopów wynosi 1 talent (czyli 20 szylingów)
- 12.10.1338 – margrabia Ludwik Starszy nadaje w lenno wsie Goszków (Gossow) i Buchholz (nieznana wieś w okolicach Barnówka, w 1345 przekazana joannitom[7]) Betkinowi von der Ost i jego szwagrowi Dobergastowi von Santzkow (Dobrogost Nałęcz z Szamotuł; „stenuo militi Betkino de Ost necnon strenuo viro Dobergast de Santzkowe eiusdem sororio”)[8][9][4]
- 9.03.1353 – margrabia Ludwik nadaje frankfurckim mieszczanom Nicolausowi (Clausowi) i Johannowi von Nymik wieś Goszków (Gossowe) ze wszystkimi przynależnościami i prawami jakie posiadał pan na Drezdenku Betkin von der Ost[10]
- 12.06.1353 – margrabia Ludwik Rzymski nadaje rycerzowi Henningowi Plötz i jego spadkobiercom lenno w Goszkowie po Betkinie von der Ost oraz po mieszczaninie frankfurckim Nicolausie von Nymik[11]
- 25.08.1354 – jeden z mało znanych członków rodu von Wedel, Günter, otrzymuje wieś Goszków w lenno, z którego dobrowolnie zrezygnował Henning von Plötz[8][12]
- 14.11.1369 – Otton i Reinekin I von Mörner wraz z kuzynem Reynekinem II otrzymują od margrabiego Ottona 20 łanów w Goszkowie, byłe dożywocie wdowy po Günterze von Wedel oraz 21 łanów opuszczonych, wraz z lennem kościelnym, dochodem 16 szefli żyta z młyna, bedą i innymi dochodami[13]
- 30.12.1369 – margrabia Otto przekazuje Degenhardowi von Wesenberg część Goszkowa (sołectwo?) i 16 szefli żyta rocznej renty z młyna, tak jak posiadał ją wcześniej Günter von Wedel[14]
- 23.07.1373 – margrabia Otto nadaje braciom Degenhardowi i Albertowi von Wesenberg 7 łanów we wsi, które Günter von Wedel posiadał w lenno[15][16]
- 1402-1454/55 – ziemie Nowej Marchii pod rządami zakonu krzyżackiego
- 1472–1756 – wieś należy do rodu von Sydow; pierwszym właścicielem jest Curt von Sydow.
- 1503 – wzmianka o rodzie von Ellingen we wsi (tylko przejściowo)[17]
- 1508 – Trzcińsko nabywa ⅓ części wsi od wójta Paula Eglingera; z tej racji miasto mogło co 3 lata wybierać sołtysa dla Goszkowa[18][19]
- 22.08.1517 – Asmus von Schönebeck otrzymuje od margrabiego Joachima dochód z 4 łanów w Goszkowie[20]
- 1535-1571 – za rządów Jana kostrzyńskiego Nowa Marchia staje się niezależnym państwem w ramach Świętego Cesarstwa Rzymskiego
- 1538 – margrabia Jan kostrzyński oficjalnie wprowadza na terenie Nowej Marchii luteranizm jako religię obowiązującą
- 1700 – wzmianka o wiatraku
- 1701 – powstanie Królestwa Prus
- 1718 - wzmianka o nowym młynie
- 1756 – majątek Goszków od von Sydowów nabywa Peter Ernst von Wobeser
- 1790 – wybudowany zostaje dwór
- 1791 – von Wobeser sprzedaje majątek rodzinie von Levetzow, która posiada go do 1945
- 1806-1807 – Nowa Marchia pod okupacją wojsk napoleońskich; na mocy traktatu w Tylży w dniu 12.07.1807 wojska francuskie opuszczają terytorium państwa pruskiego z wyjątkiem niektórych ważniejszych twierdz, pod warunkiem spłaty bądź zabezpieczenia nałożonej na Prusy kontrybucji wojennej.
- 1807-1811 – reformy gospodarcze Steina-Hardenberga dotyczące zniesienia poddaństwa chłopów w Prusach (najpierw w królewszczyznach, następnie w dobrach prywatnych); w zamian za uwłaszczenie dziedzic otrzymywał od chłopa odszkodowanie pieniężne, w postaci robocizny w określonym czasie lub części ziemi, przy czym to nie mogło przekroczyć połowy gospodarstwa chłopskiego
- 1815-1818 – reformy administracyjne Prus zmieniają strukturę Nowej Marchii; wieś należy do powiatu Chojna, w rejencji frankfurckiej, w prowincji brandenburskiej
- 1816 – obowiązek uwłaszczenia chłopów w Prusach ograniczono do gospodarstw sprzężajnych, tj. posiadających co najmniej dwa zwierzęta pociągowe (konie lub woły)
- 1850 – uwłaszczenie chłopów w Prusach rozszerzono na wszystkie gospodarstwa chłopskie, aczkolwiek do tego czasu wielu chłopów zostało przez panów usuniętych z ziemi lub zbankrutowało
- Poł. XIX w. – majątek w Goszkowie liczy 2069 mórg
- 1871-1918 – Nowa Marchia w ramach zjednoczonej Drugiej Rzeszy Niemieckiej
- 1893 – do kościoła dobudowano neogotycką ceglaną wieżę
- 03.02.1945 – zajęcie wsi przez 5 Armię 1 Frontu Białoruskiego
- 1945
  - wieś nie ucierpiała w wyniku działań wojennych, jedynie dwór został zniszczony, w kolejnych latach rozebrany
  - przybywają osadnicy z ukraińskiego Złoczowa
- 1946
  - powstała szkoła podstawowa
  - przybywają osadnicy z ukraińskiej Lipicy Dolnej (powiat Rohatyń), Limanowej, Nowego Sącza, Lubelszczyzny i spod Nowogródka na Wileńszczyźnie
- 1962 – wybudowano nową szkołę (tzw. „tysiąclatkę”), która funkcjonowała do 1997
- 1975–1998 – miejscowość należy administracyjnie do województwa szczecińskiego.